# Araeomolis rubens
Araeomolis rubens là một loài bướm đêm thuộc phân họ Arctiinae, họ Erebidae.